# Phyllomya albipila
Phyllomya albipila (лат.) — вид тахин рода Phyllomya из подсемейства Dexiinae. Эндемик Китая.

## Описание
Мелкие и среднего размера мухи (длина тела от 6,7 до 7,8 мм), стройные, черноватые. Голова дихоптическая; голова, грудная плевра и вентральная часть брюшка в беловатых волосках; щупики чёрные; 3 постшовные дорсоцентральные щетинки; базальные щитковые щетинки примерно вдвое длиннее щитика; 2 катеписстернальные щетинки; коста голая сверху; средние голени с 2 переднедорсальными щетинками; задние голени с 3 предвершинными дорсальными щетинками. Лицо уплощённое, без лицевого киля; щупики довольно тонкие, слабо булавовидные. Простернум голый.

## Классификация
Вид был впервые описан в 1992 году, а его валидный статус подтверждён в 2022 году в ревизии, проведённой японским диптерологом Хироси Сима (Kyushu University Museum, Университет Кюсю, Hakozaki, Япония).

## Распространение
Китай (Deqin, Gan Yung-xin, Юньнань).